# Liter
Líter (oznaka l ali L) je tradicionalna enota za merjenje prostornine, enaka enemu kubičnemu decimetru oziroma tisočini kubičnega metra, kar ustreza kocki s stranicami dolžine enega decimetra. Ni del mednarodnega sistema enot (SI) – izpeljana enota SI za prostornino je kubični meter, je pa po dogovoru Mednarodnega urada za uteži in mere zaradi razširjenosti v vsakdanjem življenju liter sprejemljiv za uporabo s sistemom SI.
Masa enega litra čiste vode znaša skoraj natanko en kilogram, saj je bila to prvotna definicija kilograma po francoskem metričnem sistemu enot. Vendar pa je tolikšna količina vode nestabilna in s tem neuporabna za definicijo merske enote, zato so kasnejše izdaje sistema odpravile neposredno zvezo. Med leti 1901 in 1964 je bila definicija postavljena v obratni smeri – liter je bil definiran kot prostornina kilograma vode pri največji gostoti in standardnem tlaku, sam kilogram pa kot masa mednarodnega prototipnega kilograma (fizičnega predmeta). Vendar je tudi takšna zveza v praksi problematična, saj je točna masa določene prostornine vode odvisna od temperature (z največjo gostoto pri 3,984 °C), tlaka, čistosti in celo od izotopske sestave. Sodobne meritve standardnega vzorca vode (»Vienna Standard Mean Ocean Water«) so pokazale, da ima gostoto 0,999975 ± 0,000001 kg/L pri točki največje gostote in tlaku ene atmosfere (101.325 Pa).
Kljub temu je uporaba litra zelo razširjena v vsakdanjem življenju za izražanje prostornine tekočin, pa tudi v stroki, kadar okoliščine ne zahtevajo skrajne natančnosti in popolne skladnosti s standardom SI.

## Oznaka
Sprva je bil veljaven simbol za liter le l (majhna črka L), skladno z dogovorom, da se z veliko črko pišejo le simboli enot, poimenovanih po ljudeh. Vendar pa so strokovnjaki izrazili skrb, da je l preveč podoben števki 1 (ena), kar bi lahko povzročalo zmedo. Zato je bil na 16. Generalni konferenci za uteži in mere leta 1979 sprejet sklep, da je sprejemljiv tudi simbol, zapisan z veliko črko L.
V preteklosti je bil v uporabi tudi ℓ (pisan mali L, U+2113), čigar uporabo je ponekod še možno zaslediti, vendar ta po standardu SI ni dovoljen.

## Mnogokratniki
Tako kot pri enotah SI se za desetiške mnogokratnike in dele uporabljajo standardne predpone.
| Večkratniki | Ime        | Simbol | Simbol | Enakovredna prostornina SI | Enakovredna prostornina SI  |         | Deli       | Ime | Simbol | Simbol  | Enakovredna prostornina SI   | Enakovredna prostornina SI |
| 100 L       | liter      | l      | L      | dm3                        | kubični decimeter           |         |            |     |        |         |                              |                            |
| 101 L       | dekaliter  | dal    | daL    | 101 dm3                    | deset kubičnih decimetrov   | 10−1 L  | deciliter  | dl  | dL     | 102 cm3 | sto kubičnih centimetrov     |                            |
| 102 L       | hektoliter | hl     | hL     | 102 dm3                    | sto kubičnih decimetrov     | 10−2 L  | centiliter | cl  | cL     | 101 cm3 | deset kubičnih centimetrov   |                            |
| 103 L       | kiloliter  | kl     | kL     | m3                         | kubični meter               | 10−3 L  | mililiter  | ml  | mL     | cm3     | kubični centimeter           |                            |
| 106 L       | megaliter  | Ml     | ML     | dam3                       | kubični dekameter           | 10−6 L  | mikroliter | μl  | μL     | mm3     | kubični milimeter            |                            |
| 109 L       | gigaliter  | Gl     | GL     | hm3                        | kubični hektometer          | 10−9 L  | nanoliter  | nl  | nL     | 106 μm3 | milijon kubičnih mikrometrov |                            |
| 1012 L      | teraliter  | Tl     | TL     | km3                        | kubični kilometer           | 10−12 L | pikoliter  | pl  | pL     | 103 μm3 | tisoč kubičnih mikrometrov   |                            |
| 1015 L      | petaliter  | Pl     | PL     | 103 km3                    | tisoč kubičnih kilometrov   | 10−15 L | femtoliter | fl  | fL     | μm3     | kubični mikrometer           |                            |
| 1018 L      | eksaliter  | El     | EL     | 106 km3                    | milijon kubičnih kilometrov | 10−18 L | atoliter   | al  | aL     | 106 nm3 | milijon kubičnih nanometrov  |                            |
| 1021 L      | zetaliter  | Zl     | ZL     | Mm3                        | kubični megameter           | 10−21 L | zeptoliter | zl  | zL     | 103 nm3 | tisoč kubičnih nanometrov    |                            |
| 1024 L      | jotaliter  | Yl     | YL     | 103 Mm3                    | tisoč kubičnih megametrov   | 10−24 L | joktoliter | yl  | yL     | nm3     | kubični nanometer            |                            |

* krepko so zapisana imena enot, ki se pogosto uporabljajo.

### Posebnosti
- mikroliter (μL) je enakovreden prostorninski enoti lambda (λ), katere uporaba je zdaj odsvetovana.[6]
- v medicini se mikroliter včasih okrajšuje kot mcL.[7]

## Pretvorbe
| enota         | število enot | število enot | število enot | število enot | število enot | število enot | število enot | število enot | število enot | število enot |
| ------------- | ------------ | ------------ | ------------ | ------------ | ------------ | ------------ | ------------ | ------------ | ------------ | ------------ |
| mm3           | 1            | 10           | 100          | 1000         | 104          | 105          | 106          | 107          | 108          | 109          |
| cm3           |              |              |              | 1            | 10           | 100          | 1000         | 104          | 105          | 106          |
| dm3           |              |              |              |              |              |              | 1            | 10           | 100          | 1000         |
| m3            |              |              |              |              |              |              |              |              |              | 1            |
| litrske enote |              |              |              | 1 ml         | 1 cl         | 1 dl         | 1 l          |              | 1hl          |              |

1 liter je tudi:
- 1,7598 pinte (UK)
- 0,21997 galone (UK)
- 0,2642 galone (US)
- 0,0353 kubičnega čevlja